# Saint-Martin-du-Tertre (Val-d’Oise)
Saint-Martin-du-Tertre ist eine französische Gemeinde mit 2662 Einwohnern (Stand 1. Januar 2022) im Département Val-d’Oise in der Region Île-de-France. Sie gehört zum Arrondissement Sarcelles und zum Kanton Fosses. Die Einwohner werden Saint-Martinois genannt.

## Geographie
Saint-Martin-du-Tertre befindet sich etwa 30 Kilometer nördlich von Paris und umfasst eine Fläche von 1323 Hektar. Nachbargemeinden sind:
- Asnières-sur-Oise im Norden,
- Viarmes im Nordosten,
- Belloy-en-France im Osten,
- Villaines-sous-Bois im Südosten,
- Maffliers im Südwesten,
- Presles im Westen und
- Noisy-sur-Oise im Nordwesten.

## Geschichte

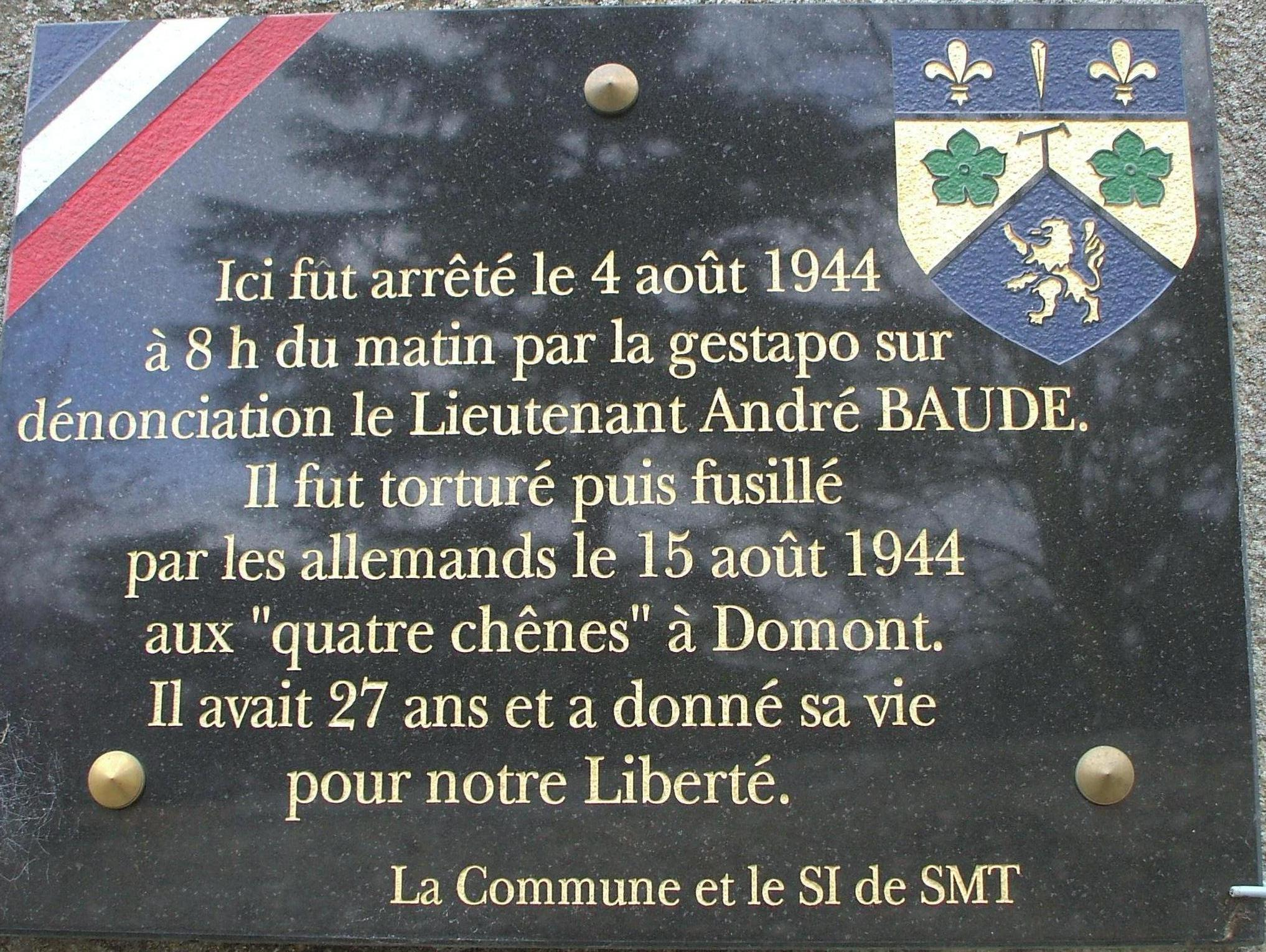
Gedenktafel für André Baudé

Zwischen 1876 und 1882 ließ André Philippe Alfred Régnier (1837–1913), der 3. Herzog von Massa unter der Leitung des Architekten Gabriel-Hippolyte Destailleur das Château de Franconville (rue Corentin Celton) erbauen. Als Vorbild diente das Schloss Maisons-Laffitte. Es wurde 1929 in ein Sanatorium umgewandelt.
In Saint-Martin-du-Tertre wohnte (21, Rue de la Forêt) der Résistancekämpfer André Baudé. Er wurde am 4. August 1944 von der Gestapo verhaftet und gefoltert. Am 15. August 1944 wurde Baudé zusammen mit 13 anderen Widerstandskämpfern in Domont durch Erschießen hingerichtet. Die Straße, in der Baudé damals lebte, trägt heute seinen Namen.

## Bevölkerungsentwicklung
| Jahr      | 1962 | 1968 | 1975 | 1982 | 1990 | 1999 | 2006 | 2011 |
| Einwohner | 1318 | 1286 | 1414 | 2436 | 2359 | 2346 | 2395 | 2649 |

## Verkehr

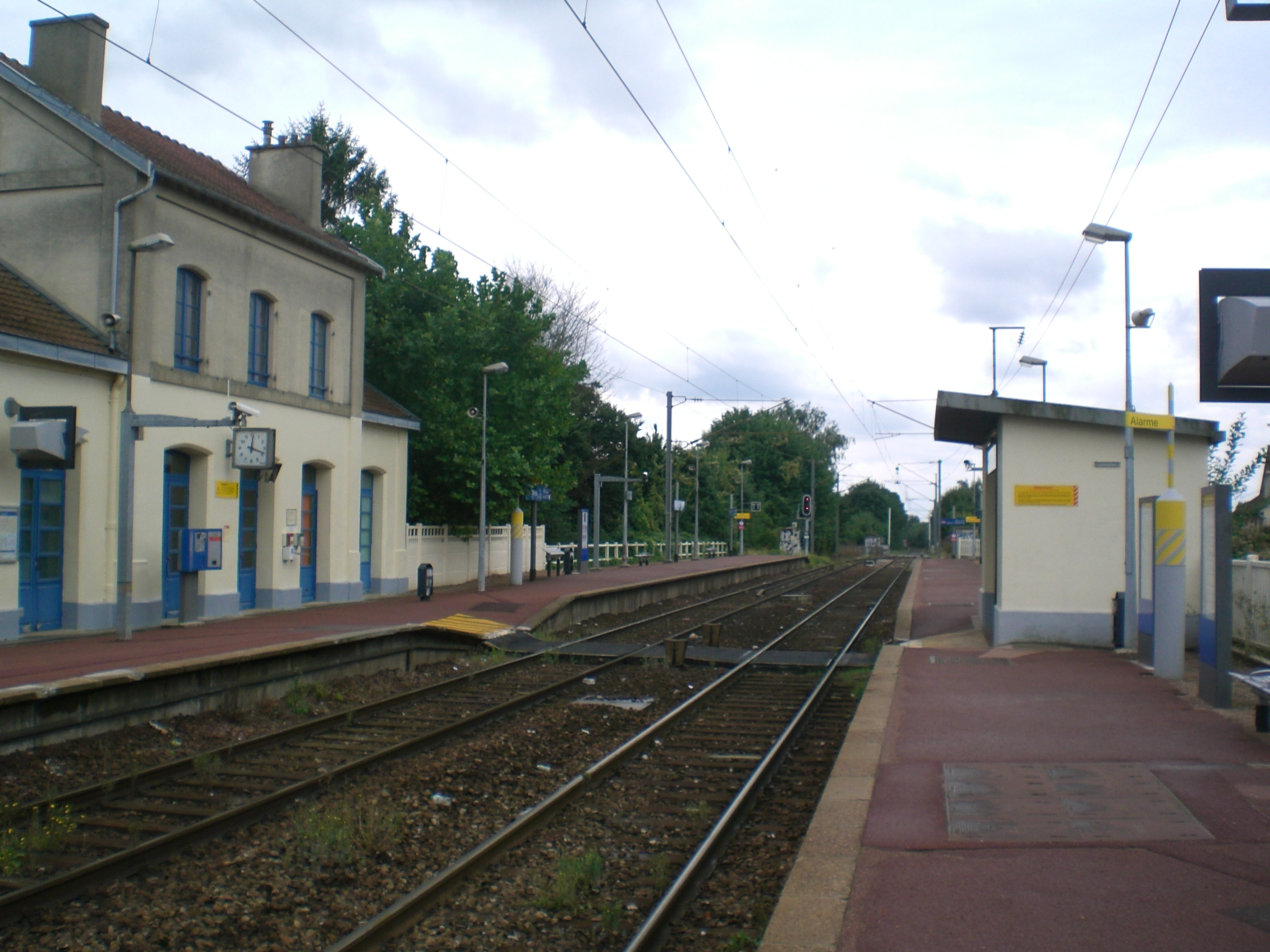
Bahnhof Belloy – Saint-Martin

Saint-Martin-du-Tertre hat zusammen mit Belloy-en-France den Bahnhof Belloy – Saint-Martin, an welchem Züge der Linie H halten. Somit ist der Ort an das Schienennetz der Vorortzüge von Paris angeschlossen.

## Persönlichkeiten
- Claude Chappe (1763–1805) und Ignace Chappe führten 1793 in der Gemeinde Versuche der optischen Telegrafie durch.
- Der französische Schriftsteller und Politiker Benjamin Constant (1767–1830), lebte von 1802 bis 1810 in der Gemeinde.
- Der französische Komponist Louis Diémer (1843–1919) lebte lange Zeit in Saint-Martin-du-Tertre.

## Film und Fernsehen
Folgende Filme und Serien wurden in Saint-Martin-du-Tertre gedreht:
- 1970: Le Mur de l’Atlantique
- 1982: Da graust sich ja der Weihnachtsmann (Le Père Noël est une ordure)
- 1997: Lucie Aubrac
- 1998: L’Annonce faite à Marius
- 1998–2010: Avocats et Associés

## Sehenswürdigkeiten

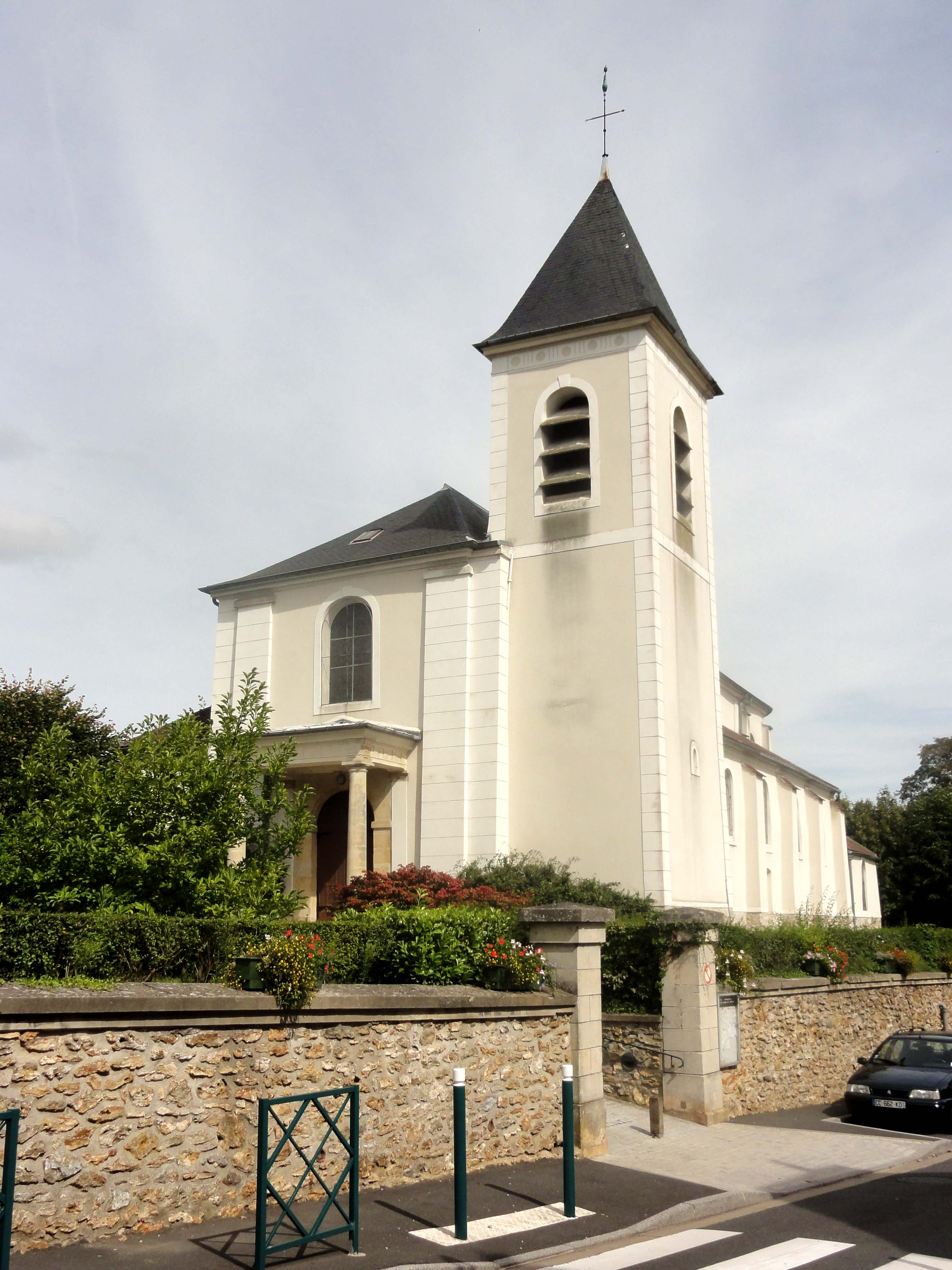
Kirche Saint-Martin

Siehe auch: Liste der Monuments historiques in Saint-Martin-du-Tertre (Val-d’Oise)
- Kirche Saint-Martin aus dem 18. Jahrhundert
- Château de Franconville (Schloss aus dem 19. Jahrhundert)
- Waschhaus, erbaut 1816
- Monument aux morts (Denkmal für die Kriegsopfer von Saint-Martin-du-Tertre)
- Obélisque de la méridienne de Paris (Obelisk, der als Markierung des Meridian von Paris dient.)
- Pierre Turquaise (Galeriegrab aus der Zeit zwischen 2500 v. Chr. und 1700 v. Chr.; wichtigster Megalith in der Île-de-France; Mitte des 19. Jahrhunderts von Alexandre Hahn vor Zerstörung gerettet.)
- Tour du Guet (Turmbau aus dem 19. Jahrhundert)

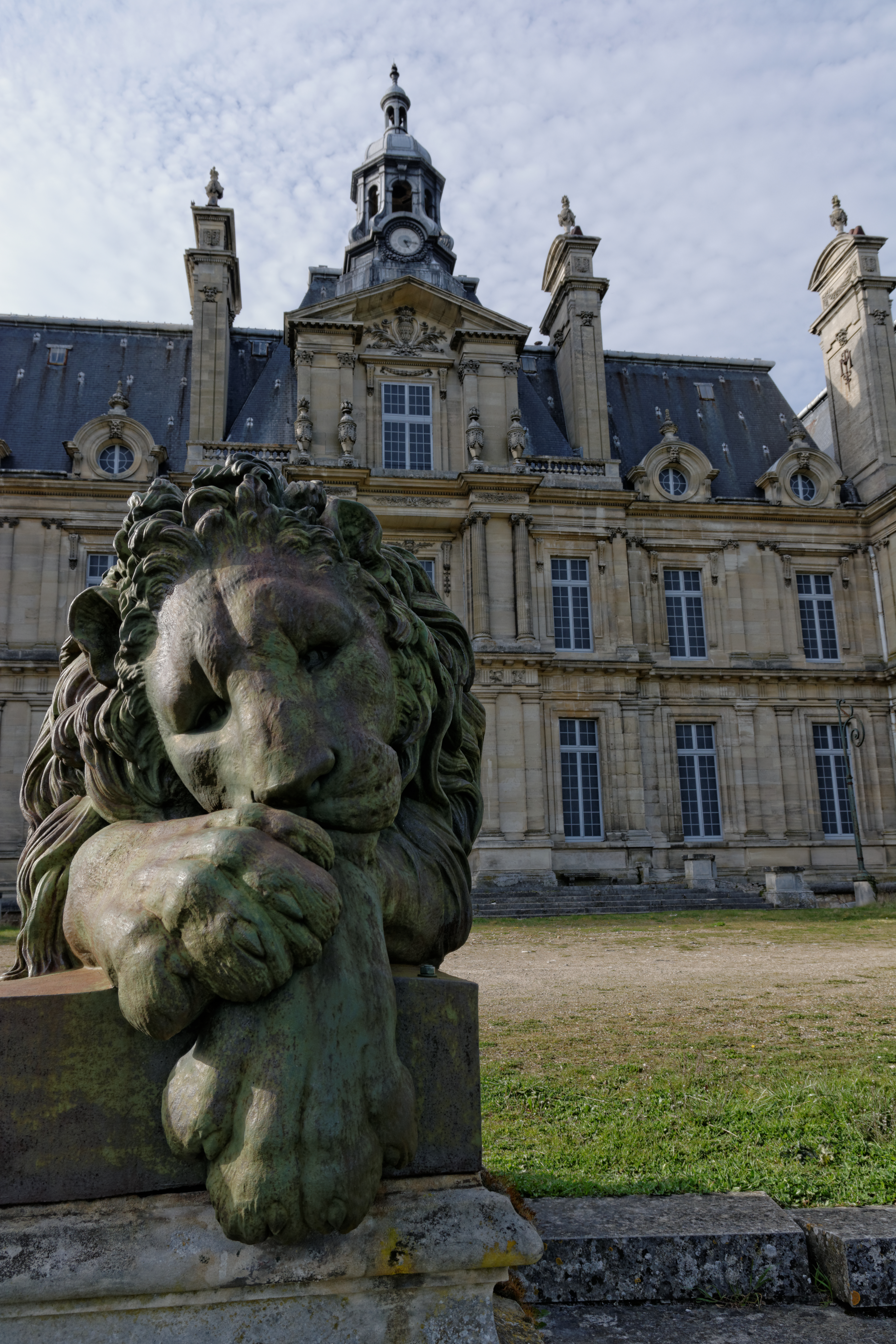
Im Schlosspark von Château de Franconville
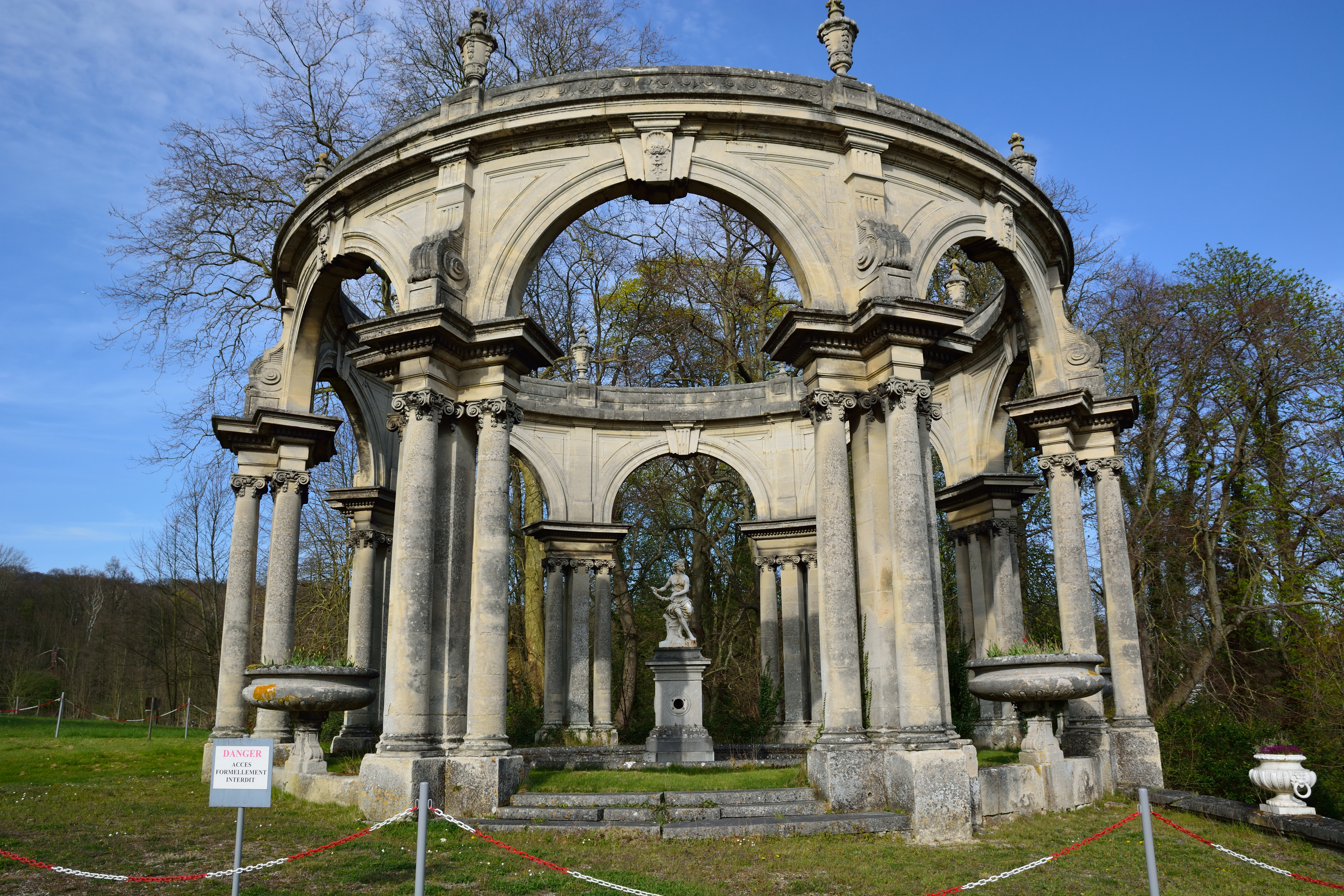
Im Schlosspark von Château de Franconville
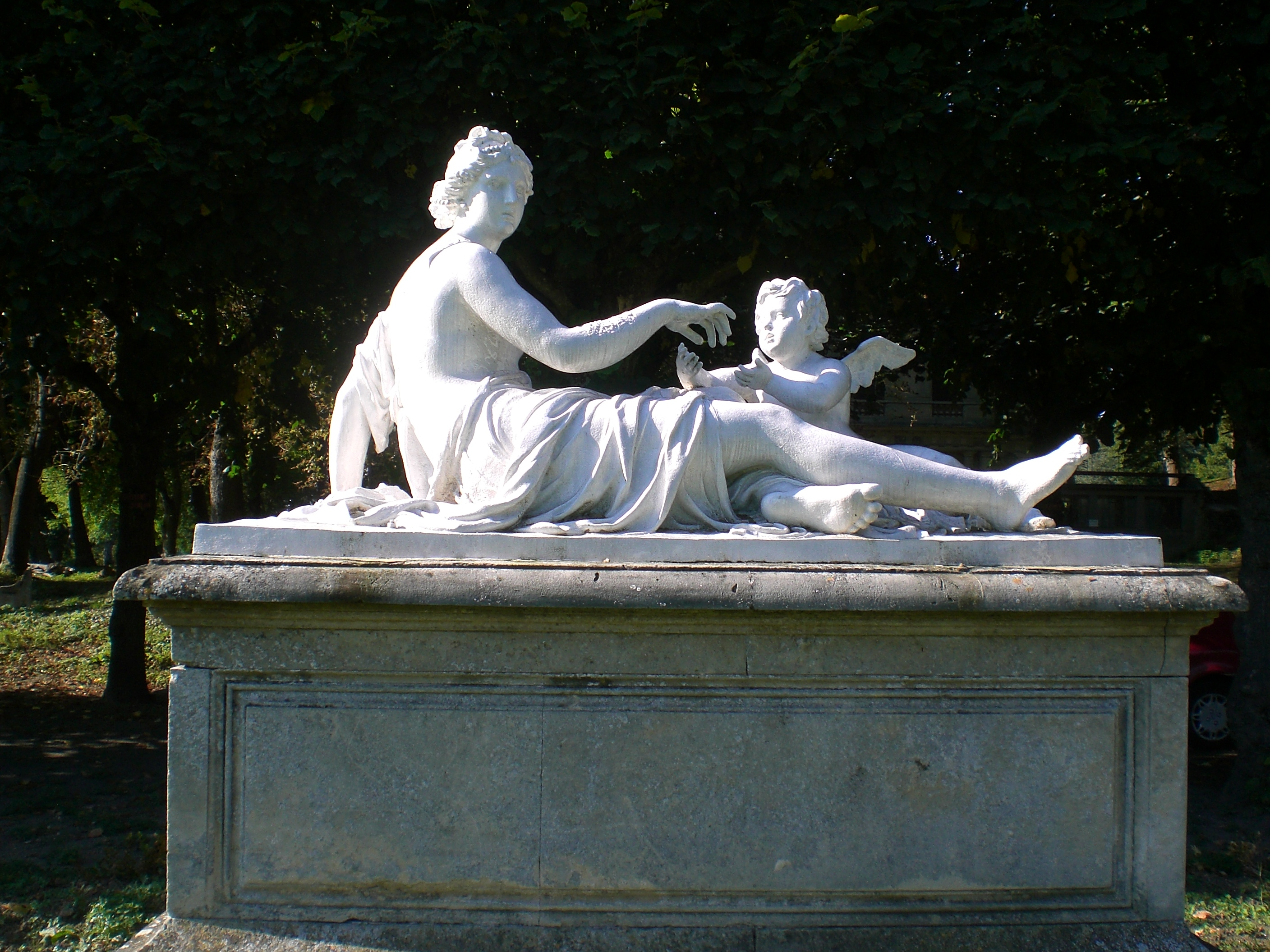
Im Schlosspark von Château de Franconville
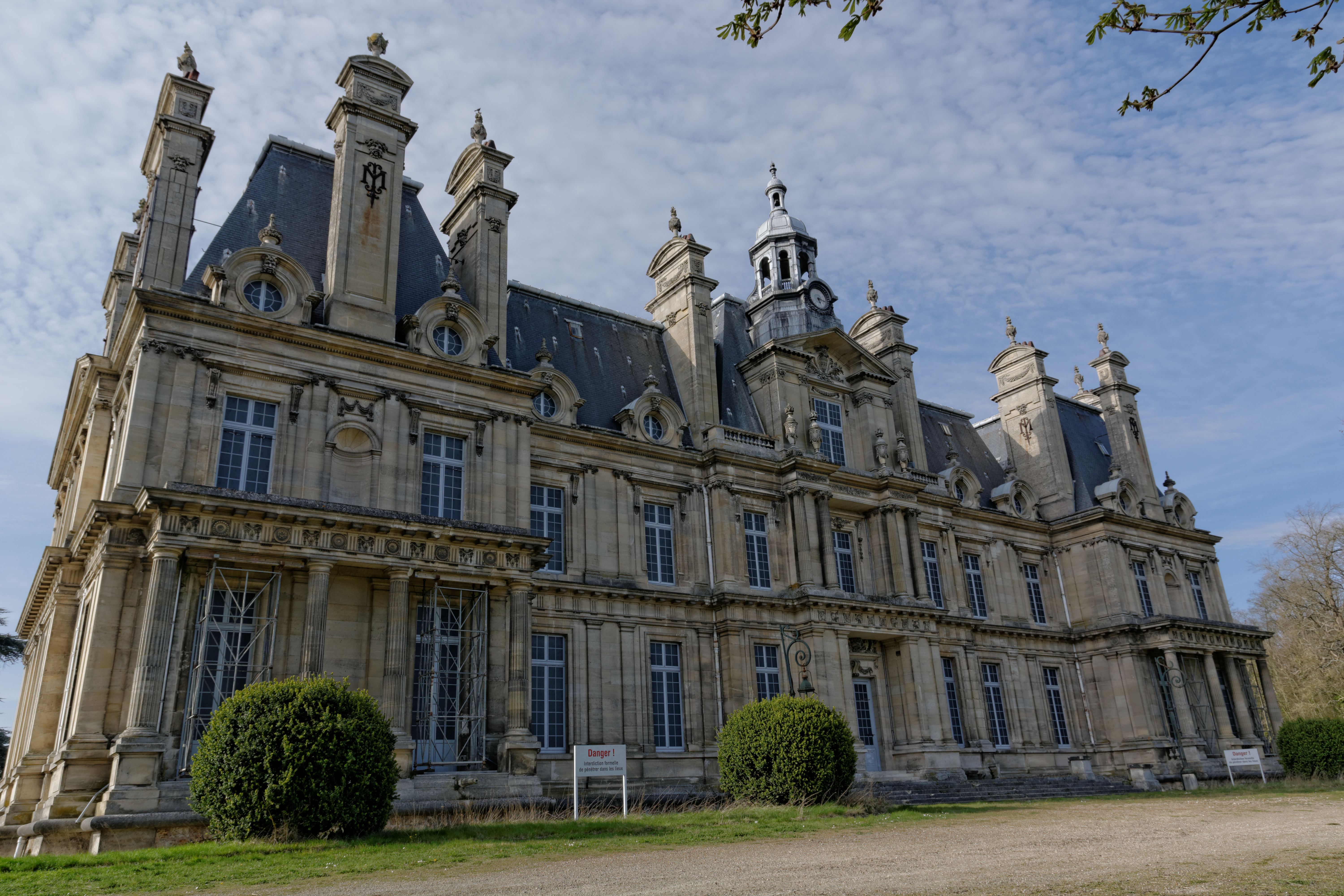
Château de Franconville
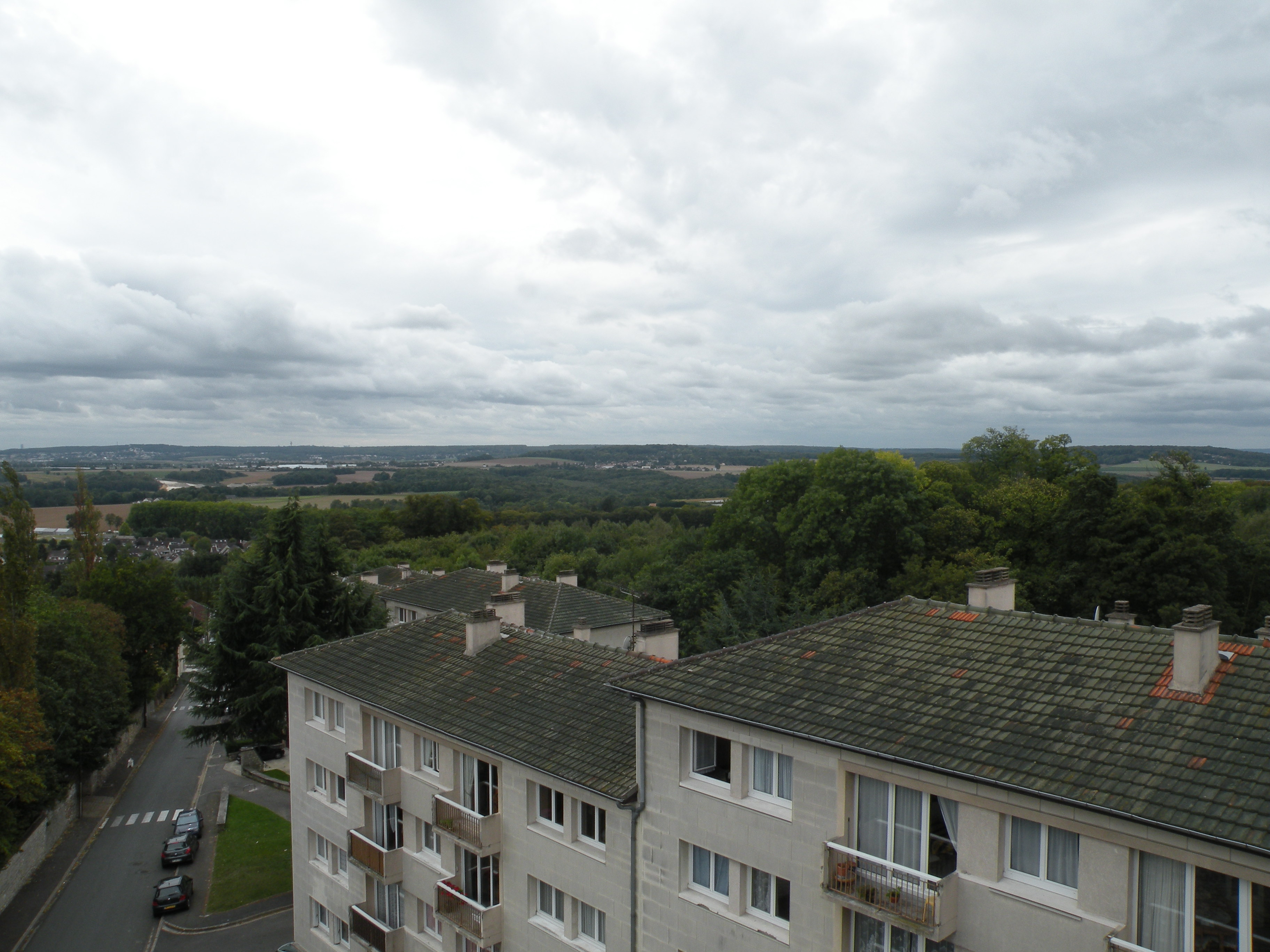
Blick auf Saint-Martin-du-Tertre

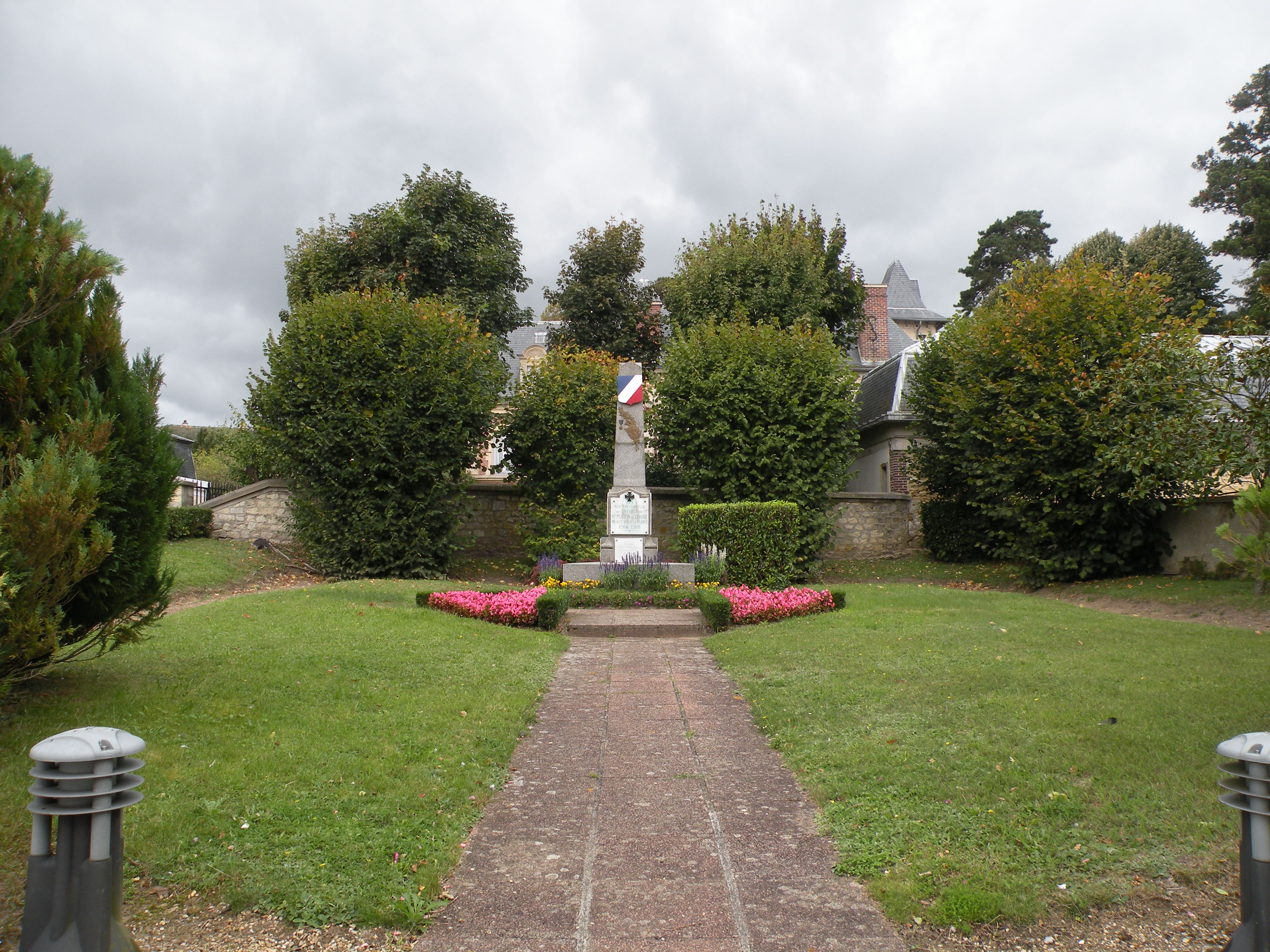
Gefallenen-Denkmal
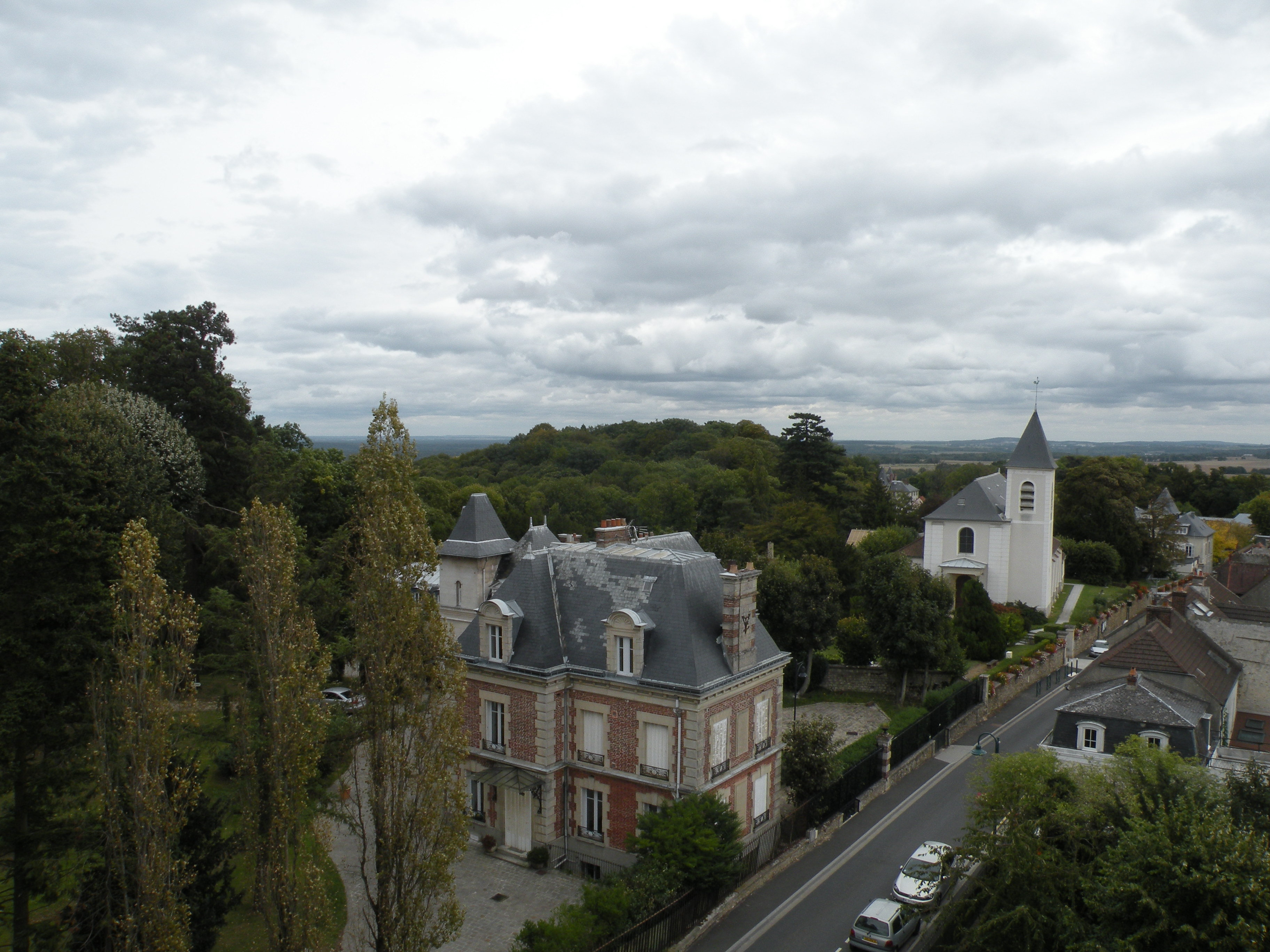
Zentrum von Saint-Martin-du-Tertre
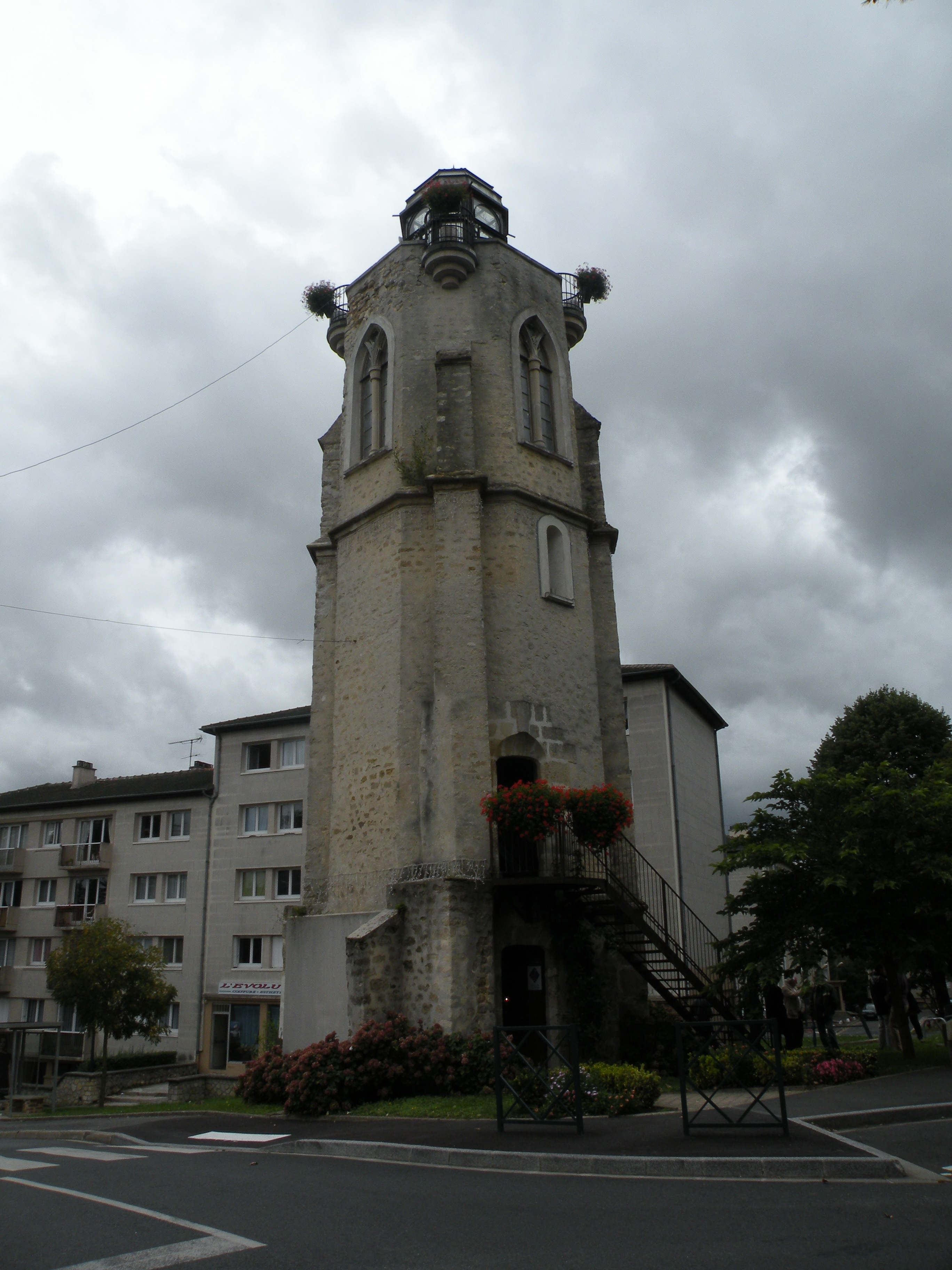
Tour du Guet
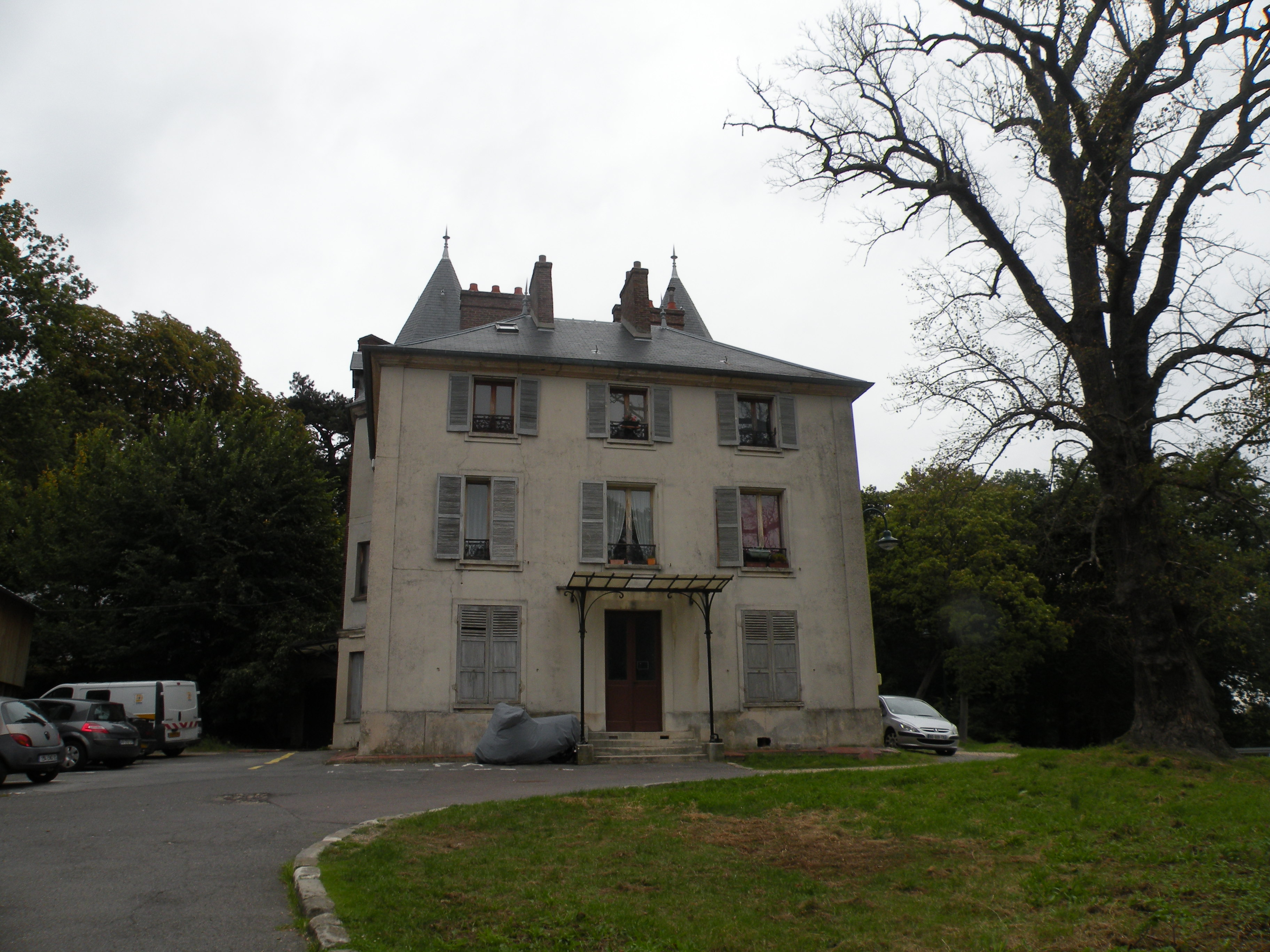
Petit Château
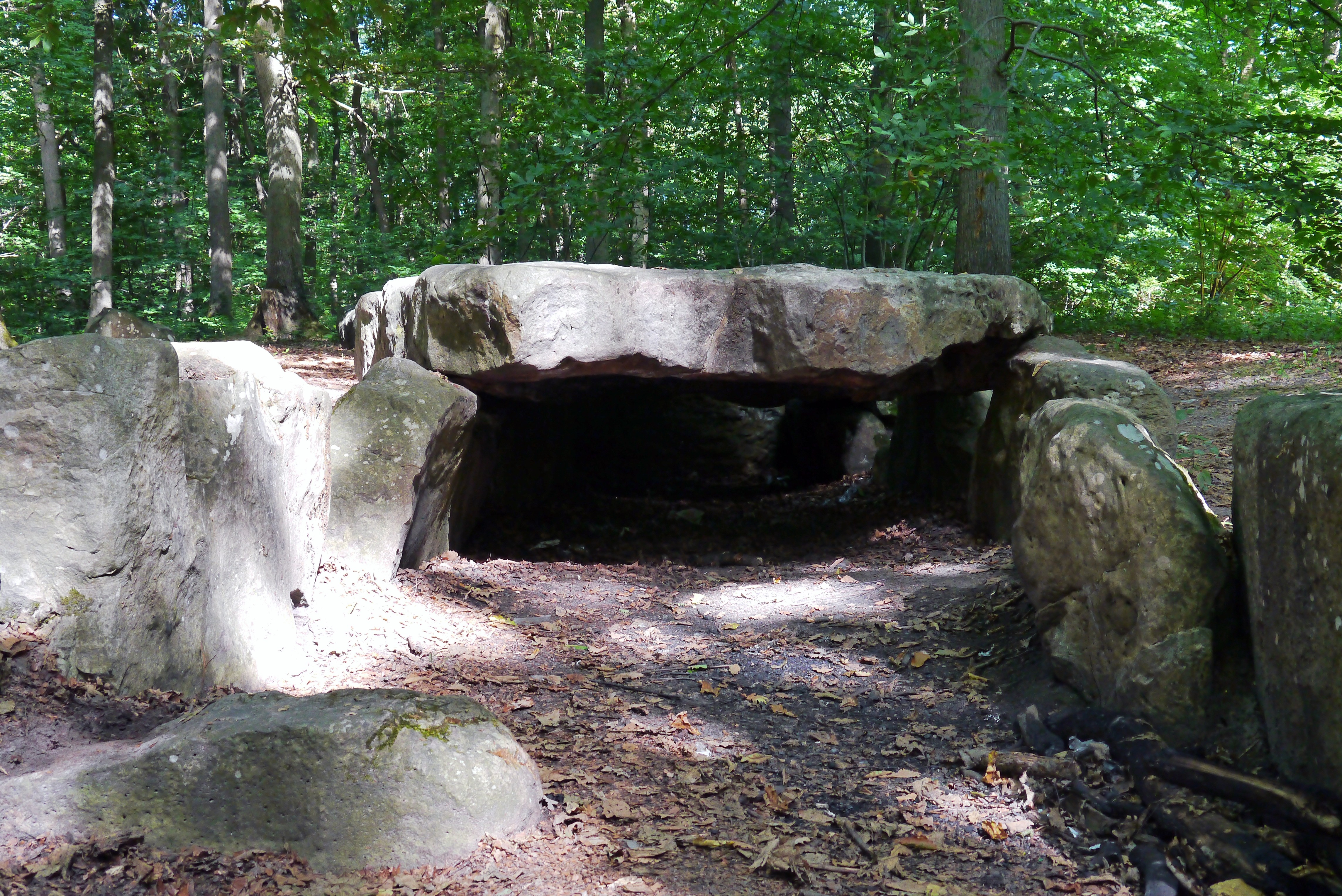
Pierre Turquaise (Galeriegrab)